# هاروكا تشيسوغا
هاروكا تشيسوغا (千菅春香 تشيسوغا هاروكا) هي مؤدية أصوات يابانية ولدت في 23 يناير 1992 في موريوكا، إيواته.

## أدوارها في الأنمي

### مسلسلات أنمي تلفزيونية
- ملائكة الموت - رايتشل غاردنر
- يونا فتاة الفجر - كيجا (أيام الطفولة)
- شيروباكو - شيزوكا ساكاكي
- سول إيتر نوت! - تسوغومي هارودوري
- آيدولماستر سندريلا جيرلز - ريو ماتسوناغا
- أكويريون لوغوس - كوكوني كيكوغامي
- M3 الفولاذ الأسود - تازاكي، موكورو
- سيراف النهاية - ميكايلا (أيام الطفولة)
- صوت! يوفونيوم - كوهاكو كاواشيما
- هندريد - آلي هارليخ
- هاروتشيكا - ميوكو ناروشيما
- جميلة مثل القمر - ميو إيمازو
- الخطايا السبع المميتة: إعادة إحياء العهود - زانيري، والدة إسكانور
- أماغي بريليانت بارك - شينا تشوجو

## أدوارها في ألعاب الفيديو
- آيدولماستر سندريلا جيرلز - ريو ماتسوناغا
- آيدولماستر سندريلا جيرلز ستارلايت ستيج - ريو ماتسوناغا

## وصلات خارجية
- هاروكا تشيسوغا على موقع IMDb (الإنجليزية)
- هاروكا تشيسوغا على موقع ميوزك برينز (الإنجليزية)
- هاروكا تشيسوغا على موقع ديسكوغز (الإنجليزية)
- هاروكا تشيسوغا على موقع قاعدة بيانات الفيلم (الإنجليزية)
- هاروكا تشيسوغا على موقع ANN person (الإنجليزية)